# 同友館
同友館（どうゆうかん）は、企業経営の各部門にわたる理論書、実務書、経済産業省・中小企業庁年度版等の刊行を領域としている。近年では、投資関係、児童・福祉関係の書籍の書籍も大きな柱となっており、更なるラインナップの充実に努めている出版業者。

## 所在地
- 〒113-0033 東京都文京区本郷2-29-1 渡辺ビル1F

## 会社概要
- 資本金：3,000万円
- 代表者：代表取締役社長　脇坂 康弘
- 所属団体：社団法人 日本書籍出版協会
- 主な取引先：トーハン、日販、楽天ブックスネットワーク、博報堂、三美印刷、中央印刷

## 沿革
- 1959年に設立。
- 2011年10月に現在の所在地に移転。

## 事業内容
- 月刊『企業診断』の刊行
- 企業診断・経営学などの専門書の出版
- 投資関係、児童・福祉関係の書籍の出版